# Table Rock (Missouri)
Table Rock és una població dels Estats Units a l'estat de Missouri. Segons el cens del 2000 tenia 229 habitants.

## Demografia
Segons el cens del 2000, Table Rock tenia 229 habitants, 96 habitatges, i 69 famílies. La densitat de població era de 421 habitants per km².
Dels 96 habitatges en un 25% hi vivien nens de menys de 18 anys, en un 60,4% hi vivien parelles casades, en un 6,3% dones solteres, i en un 28,1% no eren unitats familiars. En el 20,8% dels habitatges hi vivien persones soles l'1% de les quals corresponia a persones de 65 anys o més que vivien soles. El nombre mitjà de persones vivint en cada habitatge era de 2,39 i el nombre mitjà de persones que vivien en cada família era de 2,74.
Per edats la població es repartia de la següent manera: un 18,3% tenia menys de 18 anys, un 7% entre 18 i 24, un 35,8% entre 25 i 44, un 26,6% de 45 a 60 i un 12,2% 65 anys o més.
L'edat mediana era de 41 anys. Per cada 100 dones de 18 o més anys hi havia 94,8 homes.
La renda mediana per habitatge era de 40.000 $ i la renda mediana per família de 55.417 $. Els homes tenien una renda mediana de 31.250 $ mentre que les dones 27.500 $. La renda per capita de la població era de 20.846 $. Entorn del 2,9% de les famílies i el 5,7% de la població estaven per davall del llindar de pobresa.

## Poblacions més properes
El següent diagrama mostra les poblacions més properes.